# Tren funerari

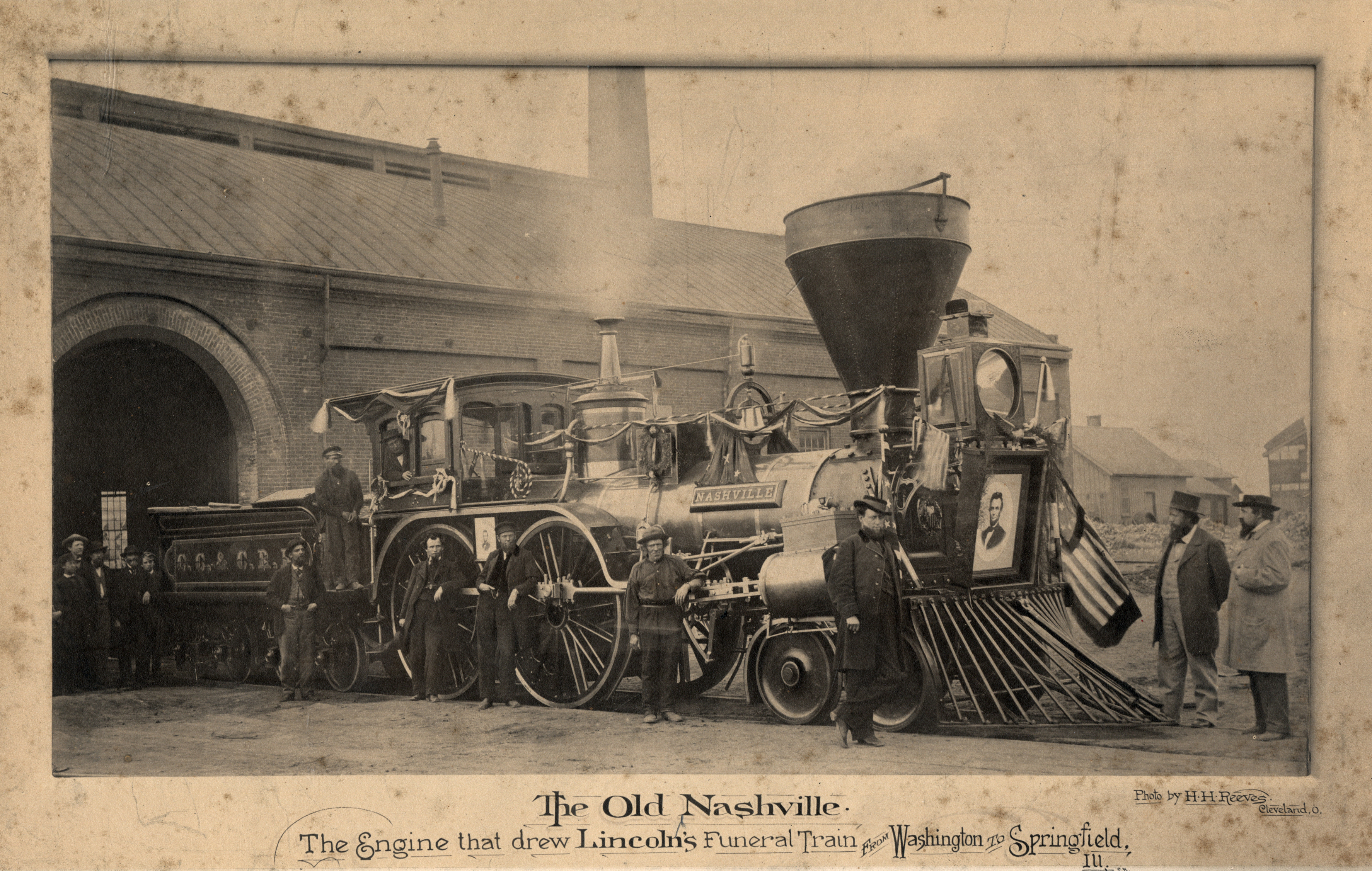
Tren funerari d'Abraham Lincoln

Un tren funerari és un tren utilitzat per a transportar un o diversos baguls a un cementiri. Avui dia, l'ús de trens funeraris ha quedat pràcticament en desús o restringit a l'enterrament de certs líders o herois nacionals, com a part d'un Funeral d'Estat. Això no obstant, anteriorment era el mitjà de transport més comú per a fer arribar els fèretres al cementiri.
Els trens funeraris acostumen a estar encapçalats per una locomotora de vapor degut a la imatge més romàntica d'un tren propulsat a vapor que no pas amb electricitat.

## Funerals d'Estat

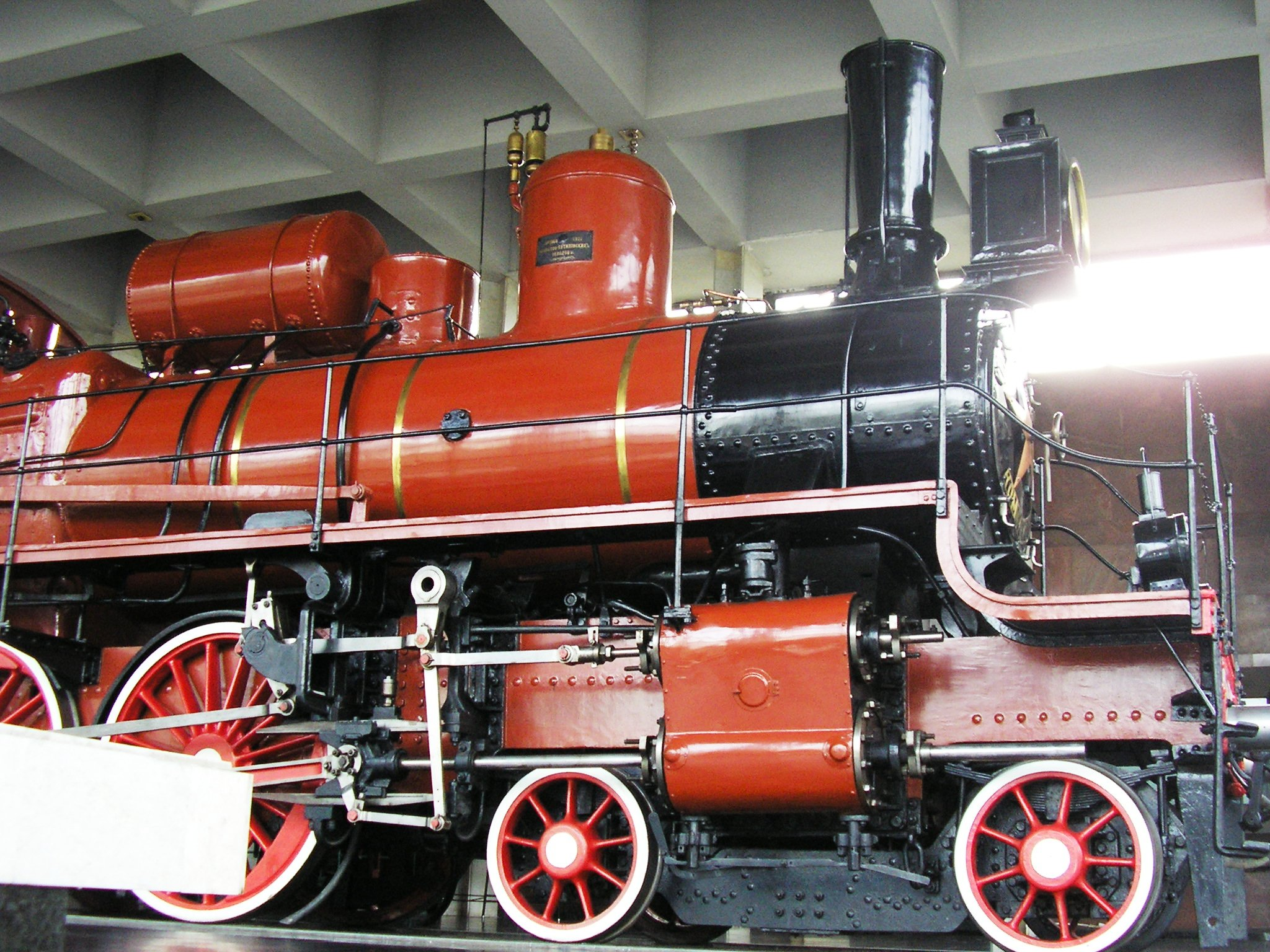
Tren funerari de Lenin, estació de trens Paveletsky, (Moscou, 2005)

Malgrat que la majoria de serveis funeraris avui dia utilitzen l'automòbil com a mitjà de transport, els trens funeraris han sigut utilitzats a vegades per als funerals de cap d'Estats.

### Gran Bretanya
Tots els fèretres dels monarques de la Corona britànica des de la reina Victòria han sigut transportats mitjançant l'ús d'un tren funerari. Les despulles dels reis Eduard VII i Jordi VI van ser conduïdes a l'Estació Central de Windsor (Anglaterra) i Eton (Berkshire) com a punt de partida de la processó funerària. El fèretre de Winston Churchill va ser transportat amb una locomotora de la companyia britànica de ferrocarril Southern Railway fins al Palau de Blenheim.

### Estats Units
Les restes mortals d'alguns presidents dels Estats Units també han sigut transportats amb tren com a part de la processó funerària. Per exemple, Abraham Lincoln, Franklin D. Roosevelt, i Dwight D. Eisenhower. També s'ha usat en morts traumàtiques que han commocionat la població com l'Assassinat de Robert F. Kennedy.
Al Canadà, les despulles dels primers ministres Sir John Alexander Macdonald, John George Diefenbaker i Pierre Elliott Trudeau van ser també transportades mitjançant tren.

### Unió Soviètica
El 23 de gener de 1924 el cadàver de Lenin va ser transportat mitjançant un tren funerari des de la plataforma Geracimovskaja a l'Estació de Trens Paveletsky (Moscou).
La locomotora utilitzada per a la processó funerària de Lenin va ser la locomotora U-127 (“U” d'Urals, una de les destinacions de la locomotora), construïda el 1910 i seriosament malmesa durant la Guerra Civil Russa. La locomotora va ser restaurada el 1923 a Moscou, on va adquirir el color vermell i les consignes revolucionàries inscrites als seus laterals.
Després d'haver sigut utilitzada per propulsar el tren funerari de Lenin el 1924, la locomotora va seguir activa durant encara 13 anys fins que el 1937 va ser de nou restaurada i retirada de servei per tal de ser exposada al públic com a testimoni del dol pel líder soviètic. Al començar la Segona Guerra Mundial la locomotora va ser transportada a la ciutat d'Uliànovsk i no va retornar a Moscou fins al 1945. El 1948, al costat de l'estació de trens Paveletski, es va construir un pavelló especial per allotjar a la locomotora U-127 i el vagó número 1961, en el qual les despulles de Lenin van ser transportades.

## Galeria d'imatges

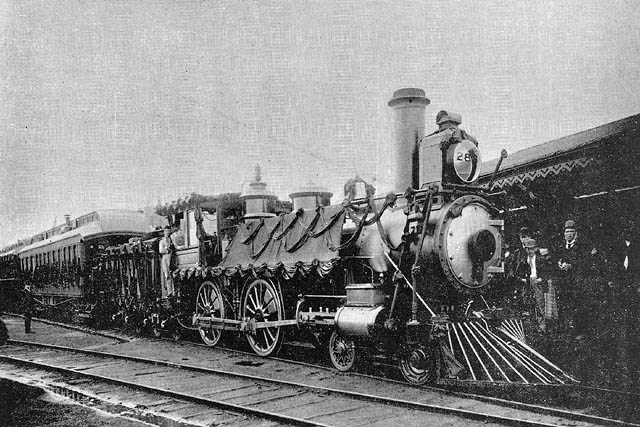
Tren funerari de John A. Macdonald
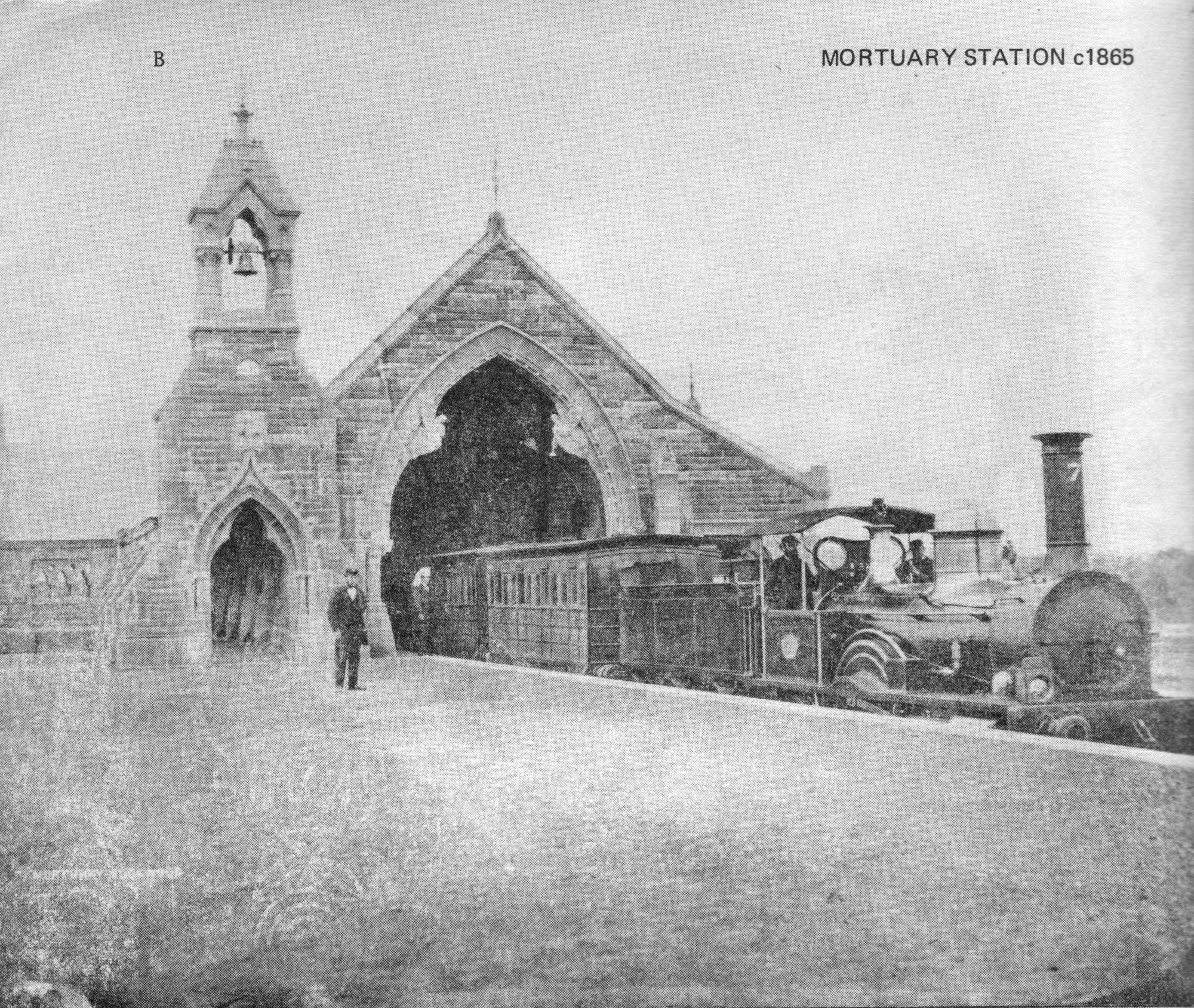
Cementiri Estació Nr. 1, Sydney, cementiri de Rookwood
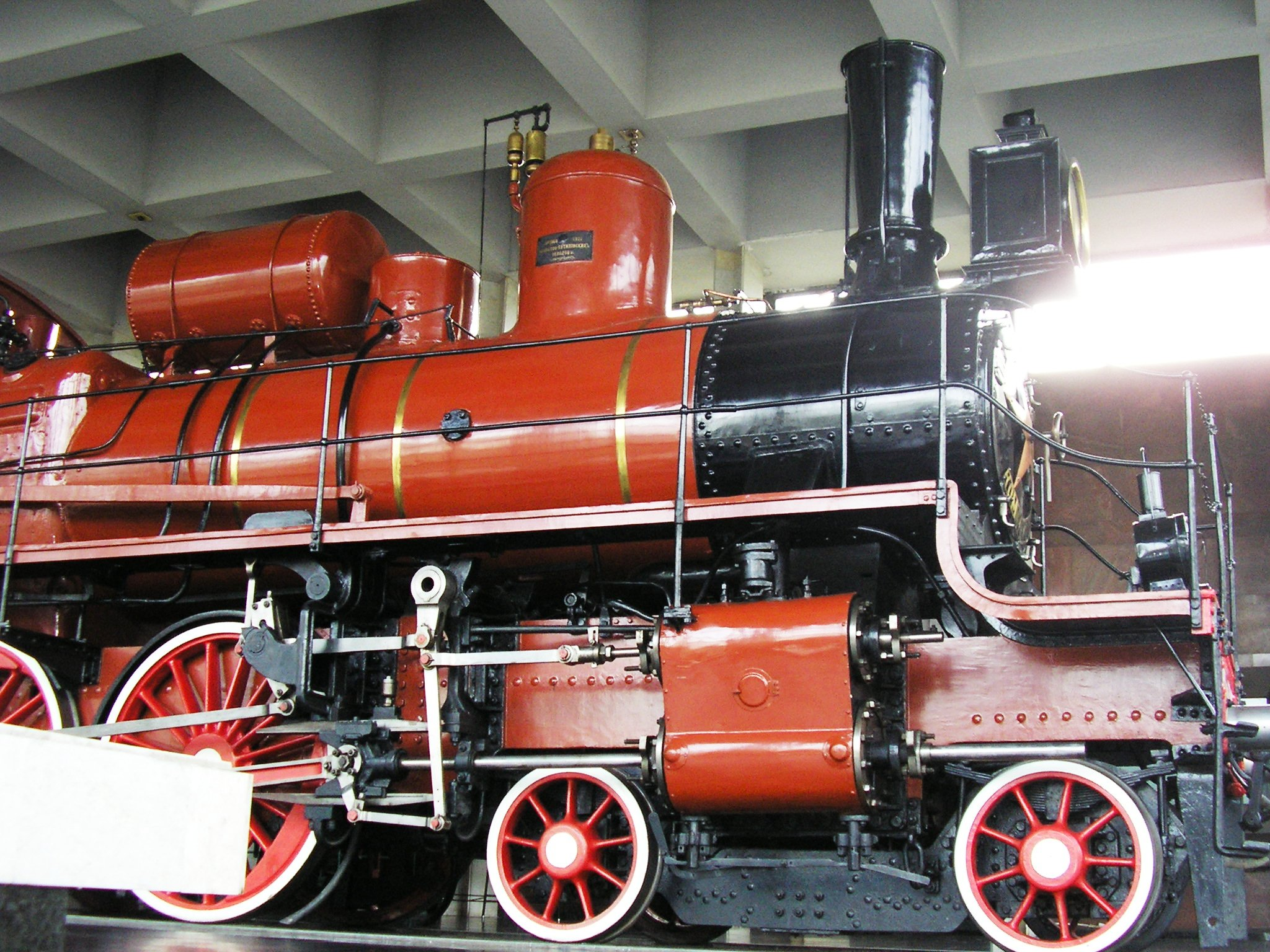
Tren funerari de Lenin, estació de trens Paveletsky (Moscou, 2005)
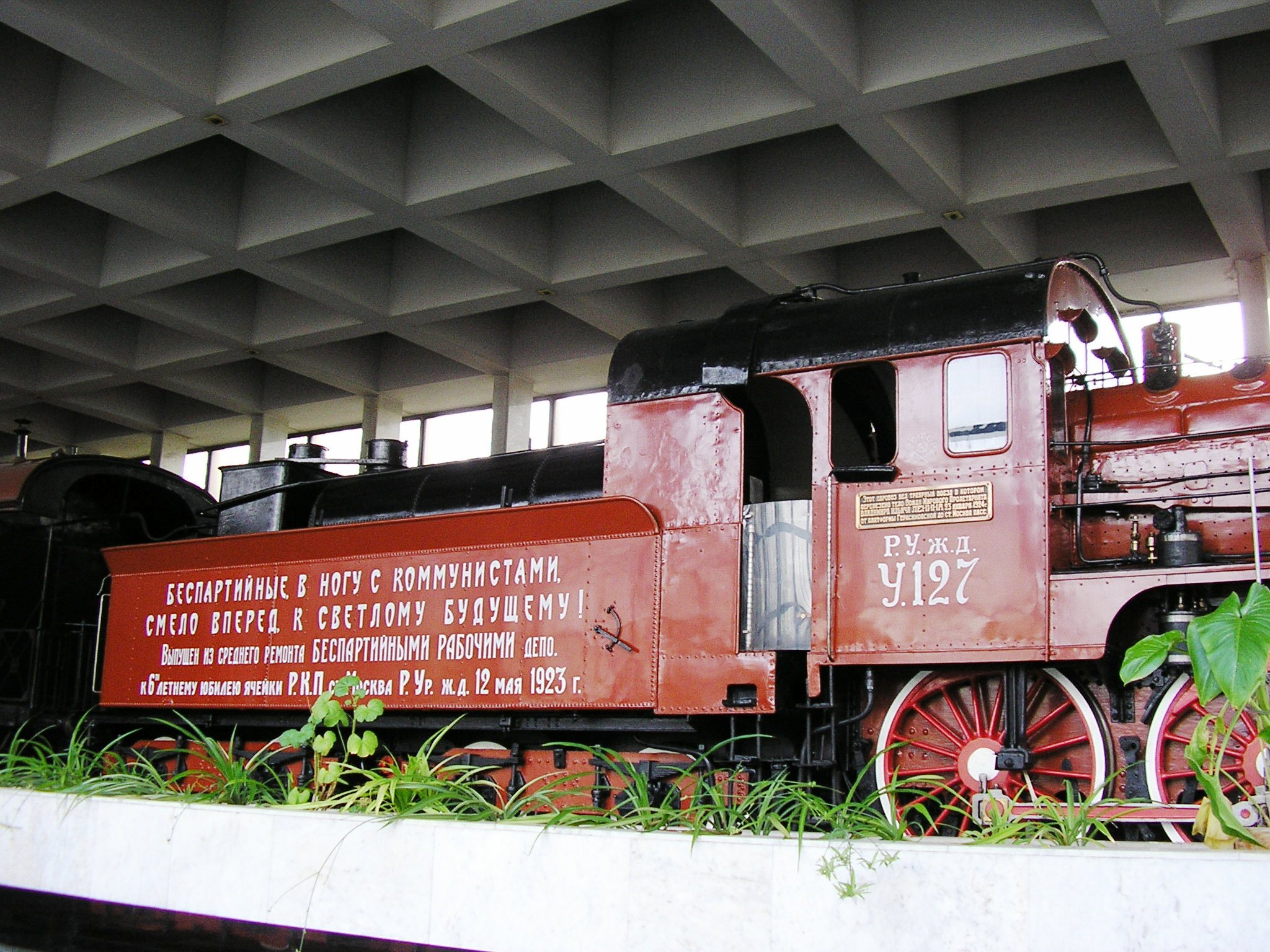
Vagó funerari nr. 1961, estació de trens Paveletsky (Moscou, 2005)